# Новоішимське
Новоіши́мське (каз. Новоишим) — село, центр району імені Габіта Мусрепова Північноказахстанської області Казахстану. Адміністративний центр та єдиний населений пункт Новоішимського сільського округу.
Населення — 11964 особи (2021; 11284 у 2009, 10152 у 1999, 7497 у 1989).

## Історія
Село було засноване 1914 року як Козирне. 1924 року село було перейменоване у Ашаніно. 12 липня 1962 року село отримало статус селища міського типу і нову назву — Трудовий. У травні 1969 року селище перейменоване у Куйбишевський. Станом на 1989 рік існувало два селища міського типу — Куйбишевський (7497 осіб) та Новоішимський (4643 особи). 1997 року селища були об'єднані під назвою Куйбишевський, 2000 року перейменовано в Новоішимський. 27 січня 2004 року селище втратило свій міський статус і стало селом Новоішимське.